# Song for you (20世紀Jr.の曲)
「Song for you」（ソング・フォー・ユー）は、20世紀Jr.の通算2枚目のシングル。1988年11月25日に徳間ジャパンコミュニケーションズよりリリースされた。

## 解説
前作「シリアス」より1ヶ月後のリリース。ファーストアルバム『20Century's Magic』と同日リリースされ、シングル収録曲はすべて同アルバムに収録されている。
「Song for you」はワーナー・ランバート「トフィール」CMソングに起用された。

## 収録曲
1. Song For You
作詞：篠原仁志 / 作曲：徳永英明 / 編曲：大村憲司
  - ワーナー・ランバート「トフィール」CMソング
2. Side-Seat Lovers
作詞：篠原仁志 / 作曲：土橋雅樹 / 編曲：大村憲司